# Relations entre la Grèce et la Roumanie
Les relations entre la Grèce et la Roumanie sont des relations internationales s'exerçant au sein de l'Union européenne, entre deux États membres de l'Union, la République hellénique et la Roumanie. Elles sont structurées par deux ambassades, l'ambassade de Grèce en Roumanie et l'ambassade de Roumanie en Grèce.